# Karl Straßmayr

Karl Straßmayr

Karl Straßmayr, auch Straßmayer geschrieben, (* 30. April 1897 in Atzenbrugg; † 7. Mai 1945 in Gmünd für tot erklärt) war ein österreichischer Politiker (NSDAP) und Kellermeister. Straßmayr war von 1932 bis 1933 Abgeordneter zum Landtag von Niederösterreich, Mitglied des Reichstags und SA-Oberführer.

## Leben und Wirken
Straßmayr besuchte nach der Volksschule das Gymnasium, das er mit der Kriegsmatura abschloss. Ab Oktober 1915 nahm er als Einjährig-Freiwilliger der k.u.k. Armee am Ersten Weltkrieg teil. Straßmayr war unter anderem an der Italienfront eingesetzt und wurde mehrfach ausgezeichnet. Ab Februar 1919 machte er eine Lehre und arbeitete in der Weinhandlung „Kutschera und Söhne“ in Krems an der Donau. Von 1922 bis 1924 war er als Güterbeamter in Jugoslawien tätig, bevor er erneut nach Krems übersiedelte und dort von 1924 bis 1932 als Leiter der Kellerei der Weingroßhandlung „Hutter und Sohn“ beschäftigt war.
Nach ersten Kontakten zur NSDAP ab 1924 wurde Straßmayer im September 1925 Mitglied der SA und trat am 26. Oktober 1926 der NSDAP bei (Mitgliedsnummer 50.410). Als Führer von SA-Standarten stieg Straßmayr 1929 zum SA-Standartenführer auf. In der SA erreichte er später den Rang eines Oberführers. Nachdem er 1932 Propagandamaterial einer anderen Partei bei der herstellenden Druckerei abgeholt hatte, da er in Kenntnis des Losungswortes gekommen war, wurde Straßmayer 1932 wegen Betrugs angezeigt. Straßmayr vertrat die NSDAP zwischen dem 3. Juni 1932 und dem 23. Juni 1933 im Niederösterreichischen Landtag. Er verlor sein Mandat in der Folge des Verbots der NSDAP in Österreich. 1933 flüchtete Straßmayr wegen des Verdachts der Beteiligung an Mord, Hochverrat und Vergehen gegen das Sprengstoffgesetz nach Deutschland und wurde dort Angehöriger der Österreichischen Legion. Straßmayr kehrte Anfang April 1938 nach dem „Anschluss Österreichs“ an das Deutsche Reich in seine Heimat zurück. Er war von 1938 bis 1945 Mitglied des nationalsozialistischen Reichstags und leitete ab 1939 Arbeitsdienstlager in Gmünd. Nachdem er am Kriegsende verschollen war, wurde er 1945 für tot erklärt.